# Knut Ødegård
Knut Ødegård (Molde, 6 novembre 1945) è un poeta norvegese.

## Biografia
Nasce nel 1945 a Molde, in Norvegia, Ødegård il suo debutto come poeta fu nel 1967. Da allora ha pubblicato più di cinquanta libri, molti volumi di poesia, due romanzi per ragazzi, due libri sull'Islanda, un gioco e diverse reinterpretazioni. Le sue opere sono riconosciute a livello internazionale come poesia profondamente originale e di alta qualità, e i suoi libri poetici sono stati tradotti in circa 39 lingue (2017).
È stato fondatore e presidente del Festival Bjørnson, che tiene il nome di Bjørnstjerne Bjørnson. È stato fondatore e presidente di Bjørnstjerne Bjørnson-Akademiet, l'Accademia norvegese di letteratura e libertà d'espressione, 2003-2015.

## Opere principali
- 1982: Wind over Romsdal, poema, tradotto da George Johnston.
- 1989: *Bee-Buzz, Salmon Leap (1989), poema, tradotto da George Johnston.
- 2002: Missa, poems, tradotto da Brian McNeil
- 2005: Judas Iscariot and Other Poems, trafotto da Brian McNeil
- 2009: "Selected Poems", tradotto da Brian McNeil

## Riconoscimenti
Ødegård è stato nominato lo studente di Stato presso il Parlamento norvegese, nonché un console generale per la Repubblica di Macedonia in Norvegia (1997) e un professore onorario di letteratura presso l'Università di Stato mongola delle arti e della cultura e ha ricevuto numerosi premi per il suo lavoro letterario.